# Radomir Đalović
Radomir Đalović (muntenegreană: Радомир Ђаловић) este un fotbalist muntenegrean care evoluează pentru echipa NK Rijeka, împrumutat de la Rapid București.
În cursul carierei a evoluat la următoarele cluburi: HNK Rijeka, Rijeka (17 octombrie 2007 - 31 mai 2008); FC Rapid, București (20 august 2008 - 18 noiembrie 2009); HNK Rijeka, Rijeka (3 martie 2010 - 17 noiembrie 2010); FC Amkar, Perm (25 martie 2011 - 15 noiembrie 2011). 